# Fritillaria micrantha
Fritillaria micrantha là một loài thực vật có hoa trong họ Liliaceae. Loài này được A.Heller miêu tả khoa học đầu tiên năm 1910.